# Pteromalus macrocerus
Pteromalus macrocerus är en stekelart som beskrevs av Dalla Torre 1898. Pteromalus macrocerus ingår i släktet Pteromalus och familjen puppglanssteklar. Inga underarter finns listade i Catalogue of Life.